# سموخيا
سموخيا أو السموخة إحدى المزارع المتاخمة والتابعة لبلدة رميش في قضاء بنت جبيل في محافظة النبطية في جنوب لبنان
تعود ملكيتها إلى آل الحاج لا سيما آل عساف والعميل والشوافنة وآل طانيوس. تقدر مساحتها ب 3000 دنم.